# 樂源縣
樂源縣是唐代珍州所屬的一個羈縻縣，貞觀十六年（642年）開山洞置。其轄地在今重慶市綦江縣，貴州桐梓縣一帶地方。元和三年珍州廢，縣屬溱州。唐末沒於夷。宋大觀二年，大駱解上下族帥獻其地，復建為珍州。咸淳末，屬播州。
是唐代招撫當地土著所設置的州縣，由其頭人任州官，